# WrestleMania 39
WrestleMania 39 war eine zweitägige Wrestling-Veranstaltung der WWE, die auf dem WWE Network und dem Streaming-Portal Peacock ausgestrahlt wurde. Sie fand am 1. und 2. April 2023 im SoFi Stadium in Inglewood, Kalifornien, Vereinigte Staaten statt. Es war die 39. Austragung dieser Großveranstaltung unter dem Namen WrestleMania seit März 1985.

## Hintergrund
Im Vorfeld der Veranstaltung wurden dreizehn Matches angesetzt.
Diese resultierten aus den Storylines, die in den Wochen vor WrestleMania 39 bei Raw und SmackDown, den wöchentlichen auf dem WWE Network ausgestrahlten Shows der WWE gezeigt wurden.

## Ergebnisse der ersten Nacht
| Matchart                                                   |                                                   |      | | Zeit  |
| ---------------------------------------------------------- | ------------------------------------------------- | ---- | --- | ----- |
| Singles-Match um die WWE United States Championship        | Austin Theory (C)                                 | bes. | John Cena                                                                                             | 11:20 |
| Men’s WrestleMania Showcase Fatal-Four-Way-Tag-Team-Match  | The Street Profits Angelo Dawkins und Montez Ford | bes. | Braun Strowman und Ricochet, Alpha Academy Chad Gable und Otis sowie The Viking Raiders Erik und Ivar | 8:38  |
| Singles-Match                                              | Seth Rollins                                      | bes. | Logan Paul                                                                                            | 16:16 |
| Six-Woman Tag Team Match                                   | Trish Stratus, Lita und Becky Lynch               | bes. | Damage CTRL Bayley, Iyo Sky und Dakota Kai                                                            | 14:39 |
| Singles-Match                                              | Rey Mysterio                                      | bes. | Dominik Mysterio                                                                                      | 14:28 |
| Singles-Match um die SmackDown Women’s Championship        | Rhea Ripley                                       | bes. | Charlotte Flair (C)                                                                                   | 23:33 |
| Singles-Match                                              | Pat McAfee                                        | bes. | The Miz                                                                                               | 3:35  |
| Tag Team-Match um die Undisputed WWE Tag Team Championship | Kevin Owens und Sami Zayn                         | bes. | The Usos Jimmy Uso und Jey Uso (C)                                                                    | 24:20 |

## Ergebnisse der zweiten Nacht
| Matchart                                                     |                                 |      |                                                                                           | Zeit  |
| ------------------------------------------------------------ | ------------------------------- | ---- | ----------------------------------------------------------------------------------------- | ----- |
| Singles-Match                                                | Brock Lesnar                    | bes. | Omos                                                                                      | 4:55  |
| Women’s WrestleMania Showcase Fatal-Four-Way-Tag-Team-Match  | Ronda Rousey und Shayna Baszler | bes. | Natalya und Shotzi, Liv Morgan und Raquel Rodriguez sowie Chelsea Green und Sonya Deville | 8:25  |
| Triple-Threat-Match um die WWE Intercontinental Championship | Gunther (C)                     | bes. | Sheamus und Drew McIntyre                                                                 | 16:37 |
| Singles-Match um die Raw Women’s Championship                | Bianca Belair (C)               | bes. | Asuka                                                                                     | 16:00 |
| Singles-Match                                                | Snoop Dogg                      | bes. | The Miz                                                                                   | 00:05 |
| Hell-in-a-Cell-Match                                         | Edge                            | bes. | Finn Bálor                                                                                | 18:11 |
| Singles-Match um die Undisputed WWE Universal Championship   | Roman Reigns (C)                | bes. | Cody Rhodes                                                                               | 35:18 |

| Funktion      | Name             |
| ------------- | ---------------- |
| Kommentatoren | Corey Graves     |
| Kommentatoren | Michael Cole     |
| Pre-Show      | Kayla Braxton    |
| Pre-Show      | Peter Rosenberg  |
| Pre-Show      | Booker T         |
| Pre-Show      | Wade Barrett     |
| Pre-Show      | Gabriel Iglesias |
| Pre-Show      | Maria Menounos   |
| Pre-Show      | Kevin Patrick    |
| Ringansager   | Mike Rome        |
| Ringansager   | Samantha Irvin   |

## Besonderheiten
- Dies war die vierte WrestleMania in Folge, welche an zwei Tagen stattfand.
- Shane McMahon kehrte in der Night 2 der Veranstaltung zurück.
- Bei einer Videoeinspielung für Dominik Mysterio verwendete die WWE ein Foto, das im KZ Auschwitz aufgenommen wurde. Die Auschwitz Gedenkstätte kritisierte die Verwendung, die WWE entschuldigte sich für den Fauxpas.[2]